# Hiroki Nakayama
Hiroki Nakayama (Kagoshima, 13 december 1985) is een Japans voetballer.

## Carrière
Hiroki Nakayama tekende in 2004 bij Kyoto Sanga FC.